# 成田重長
成田 重長（なりた しげなが）は、戦国時代から江戸時代前期にかけての武将。下野国烏山藩主・成田泰親の長男。通称は新十郎。母は上杉憲盛の娘。

## 生涯
『成田系図』によれば慶長5年（1600年）の関ヶ原の戦いでは幕下に従ったと記されている。また、『行田史譚』によれば泰親は4から5年で家督を重長に譲り隠居したと記されているが、重長が家督を継いだ確証はない。
慶長8年5月7日（1603年6月16日）に死去。法名は黙室宗伝居士。『断家譜』によれば重長には房長（新五郎）という嫡子がいたが父・泰親が亡くなった当時は幼年であったといい、実弟の成田泰之が房長が成人するまでとの条件で家督を継いだと記されている。